# La Flèche brisée (film)
Pour les articles homonymes, voir Broken Arrow et La Flèche brisée.
Pour plus de détails, voir Fiche technique et Distribution.
La Flèche brisée (Broken Arrow) est un western américain réalisé par Delmer Daves, sorti en 1950 aux États-Unis et 1951 en France, qui relate l'histoire vraie de la rencontre entre le chef apache Cochise et l'américain Tom Jeffords. Le film s’inspire d’un roman écrit par le journaliste Elliott Arnold qui, grâce à une documentation d’historien et d’anthropologue, écrivit Blood Brother en 1947, un roman historique autour de la vie du chef apache Cochise.

## Synopsis
Arizona, en 1870 ; sur ce territoire la guerre fait rage entre les Blancs et les Apaches. Ex-éclaireur pour l'armée de l'Union, désormais chercheur d'or, Tom Jeffords se rend à Tucson, appelé par le colonel Bernall. En chemin, il soigne un jeune Apache qui a été blessé par des soldats. Le garçon lui donne un talisman pour le remercier, quand quelques Apaches conduits par Goklia surgissent mais laissent la vie sauve à Jeffords. Un moment immobilisé, celui-ci assiste impuissant à l'embuscade improvisée que les Apaches tendent à des Blancs qui sont massacrés ou torturés. Les Apaches le laissent partir sans lui faire de mal.
À l'auberge de Tucson, Jeffords trouve Duffield le postier, le rancher Ben Slade et son fils, le commerçant Lowry et le seul rescapé de l'embuscade. De plus en plus écœuré par l'interminable inimitié qui sévit entre les deux peuples, Jeffords décide d'apprendre la langue, les mœurs, l'histoire et les coutumes des Apaches. Le colonel Bernall voudrait que Jeffords soit son éclaireur dans la guerre contre les Apaches de Cochise. Mais Jeffords préfère aller rencontrer Cochise. Un mois s’écoule et il se rend seul dans les montagnes pour rencontrer le chef de la tribu, Cochise ; il lui demande, dans un premier temps, sans cesser les combats, de ne plus s'en prendre aux transporteurs du courrier. Il obtient gain de cause et est invité quelque temps à séjourner au village apache ; il tombe alors amoureux d’une jeune et jolie Indienne, Sonseeahray.
De retour à Tucson, il annonce les promesses de Cochise à une population méfiante ; pourtant, les courriers réussissent leurs passages sans rencontrer d’obstacle. Mais que les courriers passent sans encombre ne signifie pas la fin de la guerre : un convoi militaire est taillé en pièces par Cochise, Bernall est tué, mais le général Howard est indemne et l'on commence à penser que Jeffords est un espion au service de Cochise. À Tucson, sur le point d'être lynché, Jeffords est sauvé par le général Howard qui souhaite rencontrer le chef apache pour lui proposer un plan de paix souhaité par le président des États-Unis en personne. Peu après, Jeffords emmène avec lui le vieux général au camp indien et persuade Cochise que Howard est sincère et loyal. Jeffords s'engage aussi à épouser Sonseeahray, pourtant promise au guerrier Nahilzay qui tente de le tuer avant d'être abattu par Cochise.
Après des journées de palabres, Cochise accepte de briser une flèche, geste censé symboliser un armistice avant un éventuel début de paix avec les hommes blancs. La paix est finalement négociée entre Cochise et Howard, après délibérations entre Apaches et le bannissement de Goklia (qui devient Geronimo) et ses partisans. Quant à Tom, il épouse Sonseeahray selon les rites de sa tribu. Mais chacun des deux camps possède ses irréductibles qui ne veulent entendre parler que de guerre. Les hommes de Cochise démantèlent une embuscade menée par Geronimo contre une diligence. Ben Slade et quelques complices tendent aussi une embuscade à Cochise et à Jeffords. Sonseeahray est tuée dans l'attaque. Ivre de douleur, Jeffords veut la venger. Il faudra toute la persuasion de Cochise et de Howard pour l'empêcher de céder à la vengeance et compromettre ainsi la paix.

## Fiche technique
- Titre : La Flèche brisée[2]
- Titre original : Broken Arrow
- Réalisation : Delmer Daves
- Scénario : Michael Blankfort, prête nom d'Albert Maltz (l'un des Dix d'Hollywood alors sous le coup de la « Liste noire »), d'après un roman d'Elliott Arnold (en)
- Musique : Hugo Friedhofer
- Directeur de la photographie : Ernest Palmer
- Décors : Lyle R. Wheeler, Albert Hogsett
- Costumes : René Hubert et Charles Le Maire
- Production : Julian Blaustein
- Société de distribution : 20th Century Fox
- Pays d'origine :  États-Unis
- Langue : anglais
- Genre : Western
- Format : Couleurs (Technicolor)
- Durée : 88 minutes
- Dates de sortie :
  - États-Unis 21 juillet 1950
  - France : 2 juin 1951
- Affiches : Boris Grinsson, Roger Soubie (France)

## Distribution
- James Stewart (VF : Roger Tréville) : Tom Jeffords
- Jeff Chandler (VF : Jacques Beauchey) : Cochise
- Debra Paget (VF : Béatrice Brunel) : Sonseeahray (Morningstar en anglais / Matin clair en français)
- Basil Ruysdael (VF : Jean Toulout) : le général Oliver Otis Howard (the "Christian General" en anglais / le "Général Chrétien" en français)
- Will Geer (VF : Georges Hubert) : Ben Slade
- Joyce MacKensie : Terry
- Arthur Hunnicutt : Milt Duffied
- Jay Silverheels : Goklia / Geronimo
- Robert Adler : Lonengan
- Trevor Bardette : un passager de la diligence
- Chris Willow Bird (VF : Stéphane Audel) : Nochato
- Raymond Bradley (VF : Paul Villé) : le colonel Bernall
- Iron Eyes Cody : Teese

Acteurs non crédités :
- Nacho Galindo : le coiffeur
- Mickey Kuhn : Bob Slade
- Argentina Brunetti : Nalikadeya, la femme de Cochise
- John Doucette : le conducteur de mule (survivant de l'embuscade)[3]

## Production

### Le scénariste
Le scénariste, Albert Maltz, s'est inspiré du roman Blood Brother (« Frère de sang », traduit en francais sous le titre La Flèche Brisée - Le roman de Cochise) pour le scénario du film. Blacklisté lors de la chasse aux sorcières, il est remplacé par Michael Blankfort. Albert Maltz obtiendra quand même un Oscar en 1991 pour son scénario, décerné par la Writers Guild of America.

### Le réalisateur
Premier film présentant la population amérindienne avec une base ethnologique sérieuse, La Flèche brisée marque un tournant dans l'histoire du western. Avec ce film, Delmer Daves acquiert le statut de cinéaste hollywoodien anti-raciste, qu'il confirme avec L'Aigle solitaire ou La Dernière Caravane. Il se rend plusieurs fois lui-même dans les réserves Navajos et Hopis.

### Le titre
Le titre La Flèche brisée fait référence à la scène où Cochise accepte l'armistice, en brisant une flèche symbolisant, là, la guerre.

### Complexité des personnages
Delmer Daves, en s'inspirant du roman Blood Brother, ne désigne ni les Blancs ni les Amérindiens comme « méchants de service » contrairement à la majorité des westerns de l'époque. Dans le film, les deux camps comportent différentes personnalités et donc différentes approches par rapport au conflit qui les oppose. Certains préfèrent l’armistice (Cochise, Jeffords, Howard) tandis que d'autres refusent de faire confiance à leurs ennemis et optent pour la violence (Geronimo et Ben Slade)
Comme le résume le réalisateur à Bertrand Tavernier dans Amis américains : « L’on trouvait des salauds chez les Blancs, mais aussi des types recommandables, de même qu’il y avait des Indiens faméliques [NDR : fanatiques ?] mais aussi des hommes en qui l’on pouvait avoir confiance. Une vérité première... À partir de ce moment, Hollywood cessa de peindre les Indiens comme des sauvages. »
Avec le rôle de Jeffords, le chercheur d'or, James Stewart joue dans un de ses premiers westerns. Il incarnera également le personnage principal de Winchester '73 sorti la même année que La Flèche brisée.
Jeff Chandler, dans le rôle de Cochise, fut nommé, en 1951, à l'Oscar du meilleur acteur dans un second rôle. Il sera d'ailleurs sollicité encore deux fois pour jouer le rôle de Cochise dans deux autres films : Au mépris des lois (1952) et dans Taza, fils de Cochise (1954).

### Sortie du film
Le film, réalisé en 1949, sort en 1950 en Amérique, puis en 1951 en France, durant l'âge d'or du genre western.

## Analyse
La Flèche brisée est l'un des premiers westerns ne manifestant pas de préjugé racial à l'encontre des Amérindiens.

### La communication entre les peuples
Cette dernière est notable dans un premier temps avec cette nécessité de faire circuler le courrier, cela nécessitant un échange entre Cochise et Jeffords (représentant un autre mode de communication). Cette production cinématographique permettrait ainsi d’effectuer un test : serait-il possible pour les deux communautés de cohabiter de manière civilisée et dans le respect ? La réponse à cette question réside tout bonnement dans le succès de la communication.                                               
D’autant plus qu’il y aurait un autre mode de communication : celui entre le réalisateur et le spectateur. En effet, que cherche Delmer Daves à faire comprendre ? Philippe Sabot répond à cette question:
« Mais il y a aussi plus largement, englobant ces deux formes de communication interindividuelle, la communication entre des peuples que leurs cultures semblent a priori opposer ou vouer à l’incompréhension mais que leur humanité partagée doit permettre de rassembler. Tel est du moins le « message » humaniste que Delmer Daves s’est attaché à faire passer dans son film. » 
Ce film étant représentatif de l’ouverture entre les différents peuples et leurs coutumes respectives, l’on pourrait se demander si la visée de ce film n’était pas également d’éduquer le spectateur ou la spectatrice à la différence. Car, comme précédemment mentionnée, l’image de l’Indien que se faisait le monde était celle de l’homme dangereux et cruel. Néanmoins, dans cette production de Delmer Daves, il n’est nullement question de reprendre cette idée, mais bien de la démanteler et lui permettre de faire peau neuve, c’est-à-dire de la changer complètement afin de permettre au spectateur de changer son propre point de vue vis-à-vis de ce qu’il aurait pu caractériser de « sauvage ».
C’est ainsi que Daves, quelques années après la sortie de son film, tiendra ces propos :
« Nous avons essayé de présenter les Apaches non comme des Apaches, mais comme des êtres humains. »

### Une approche humaniste
Selon Philippe Sabot, cette production de Delmer Daves permet de mettre en exergue une nouvelle image de l’Indien, différente de celle véhiculée par d’autres précédents westerns. Tant et si bien que cette image de l’Indien aux bonnes mœurs fait écho à ce mythe du « bon sauvage », soulevé par Montaigne :

« En ceux-là sont vives et vigoureuses les vraies et plus utiles et naturelles vertus et propriétés, lesquelles nous avons abâtardies en ceux-cy, et les avons seulement accommodées au plaisir de notre goût corrompu. »

— Montaigne, Essais, « Des cannibales », L. 31.
La communauté indienne ne serait plus un obstacle, ni même cette « bête noire » à l’origine de nombreuses peurs et clichés transmis de génération en génération. Cette communauté ferait corps avec l’Amérique et ses citoyens afin de se diriger vers un avenir plus prometteur permettant une cohabitation civile entre tous.
Au cours de ce film, force est de constater que plus la communauté indienne agit avec civisme et se rapproche de la réalité dans ses agissements, plus l’homme blanc se barbarise en acte. En effet, la jeune Sonseeahray, éprise de Jeffords et dont Jeffords est profondément épris en retour, sera tuée par des fermiers de la ville de Tuscon, ville dans laquelle résidait Jeffords avant son départ en mission. Lorsque Jeffords voudra prendre sa revanche, Cochise l’en empêchera, car cela ne ramènerait nullement sa femme à la vie et ne ferait que déclencher de nouvelles hostilités (tout en sachant que la signature du traité de paix était encore fraîche). Cela justifie bien d’une élévation dans les mœurs et les coutumes indiennes. L’Indien, dans ce film, apparaît comme l’être faisant des concessions, des remises en questions. L’Indien est humanisé, et nettement plus proche de la réalité.

### La représentation des Amérindiens dans le film
La Flèche brisée est considéré comme l'un des premiers westerns ayant véhiculé une image positive des Indiens. En effet, ces derniers étaient traditionnellement représentés comme des êtres cruels et sauvages. Dans un entretien avec le réalisateur Bertrand Tavernier, Delmer Daves explique que la Flèche brisée fait apparaître l'Indien comme « un homme d'honneur et de principes, comme un être humain et non comme une brute sanguinaire. »
Selon Ophélie Wiel, dans la plupart des westerns hollywoodiens jusqu’aux années 50 les Indiens incarnaient une certaine image exagérée du mal, ils étaient souvent perçus comme “des monstres au sens mythologique du terme. Mi-homme, mi-bête, l’Indien est la reproduction américaine du centaure” dépourvu de toute humanité. Leurs coutumes incomprises étaient interprétées comme des rituels de sauvages, de barbares. On présente souvent un Indien montant à cru sur son cheval, tous deux enduits de peinture, surveillant l’horizon depuis un promontoire, et donnant soudain le signal d’« une attaque conçue comme un déferlement sauvage de cavaliers « hululant » et galopant en direction d’un groupe, convoi ou régiment de Blancs, chez qui il provoque la panique ».
Le film La Flèche brisée marque un point de rupture avec cette image classique devenue “obsolète” en présentant les Indiens (du moins la tribu apache du chef Cochise) comme des êtres doués d’humanité, plus enclins à la mixité des peuples. Le chef Cochise même s’il ne l’encourage pas pour autant, n’affiche aucun dégoût, aucune réticence à ce que Sonseeahray (Debra Paget) épouse Jeffords (James Stewart). C’est un effort  significatif de la part du chef indien en son nom propre mais dans le film Cochise ne représente pas qu’un individu, il incarne tout le peuple indien. La démarche de Jeffords dans le film, elle aussi, est significative de cette rupture des mentalités dans le sens où il est à l’initiative d’une pacification dans cette région de l’Arizona où les guerres apaches entre Blancs et Indiens sévissent depuis trop longtemps. Jeffords décide de s’initier aux coutumes amérindiennes afin de mieux comprendre ce peuple complexe et jusque-là “inconnu”. Selon Philippe Sabot, "on pourrait dire que le héros s’initie à l’initiation au sens où il prend conscience que, pour favoriser le dialogue entre les cultures, il faut se familiariser avant tout avec les codes culturels qui rendent possible tout échange et toute compréhension, en deçà même de la communication verbale”. Il part ensuite seul à la rencontre de ces derniers, totalement à leur merci. Jeffords s’expose sans crainte (ou du moins en tâchant de la contenir) face aux Indiens regroupés par dizaines autour de lui. Il fait en quelque sorte confiance à Cochise et son hospitalité, et ainsi les deux hommes entretiennent durant tout le film une relation basée sur le respect et le désir de cesser les hostilités entre leurs deux peuples. En faisant ainsi preuve d’abnégation, les deux hommes sont à l'initiative d’une trève qu’ils espèrent durable. Ils incarnent une image “progressiste” de la compréhension de l’autre. Selon Erick Maurel, ce respect et cette amitié entre les deux protagonistes vont si loin que Cochise finit par parfaitement intégrer les mœurs “civilisées” de  cet homme blanc pacifiste, et va même jusqu’à empêcher Jeffords de faire s’écrouler cette paix encore fragile entre les deux communautés, en lui retenant le bras lorsque ce dernier s’apprêtait à tirer en retour sur les fermiers blancs qui viennent d’abattre sa femme Sonseeahray. Cochise et son peuple, que l’on considérait au départ comme n’étant qu’une bande de sauvages belliqueux, s’avèrent être à la fin de ce film de fervents défenseurs de la paix et du vivre ensemble.

## Autour du film
- Le film a été tourné en partie dans les environs de Sedona.
- Pour qu'elle soit plus crédible dans son rôle, Debra Paget devait porter des verres de contact marrons (la comédienne ayant des yeux bleus au naturel).